# New-britainkerkuil
De new-britainkerkuil (Tyto aurantia) is een endemische soort op het eiland Nieuw-Brittannië. Dit eiland ligt in de Bismarckarchipel, een eilandengroep ten noordoosten van Nieuw-Guinea die staatkundig behoort tot Papoea-Nieuw-Guinea.

## Kenmerken
Deze kerkuil 27 tot 33 cm lang, gemiddeld kleiner dan de gewone kerkuil. Qua verenkleed lijkt de uil sterk op de gewone kerkuil, kenmerkend is de overwegend goudbruine kleur, donkerder dan de Europese kerkuil met V-vormige donkerbruine vlekken van boven, bruine stippels op buik en borst en de donkere rand rond om het hartvormige "gezicht". De ogen zijn donkerbruin.

## Verspreiding, leefgebied en status
De new-britainkerkuil is slechts bekend van een paar museumexemplaren en enkele veldwaarnemingen. Mogelijk is de uil algemener dan gedacht. De verzamelde vogels waren zowel van laaglandregenwoud afkomstig als van een gebied boven de 1000 m boven de zeespiegel. De vondsten en waarnemingen zijn gedaan aan de randen van bossen, wat een aanwijzing kan zijn dat deze uil kan voorkomen in gedeeltelijk gekapt bos. Als dit zo is, wordt de populatiegrootte geschat op 3,5 tot 15 duizend individuen.
Echter, feitelijk is er ecologisch weinig over deze vogel bekend en vindt op het eiland ontbossingen plaats en daarom staat de new-britainkerkuil als kwetsbaar op de Rode Lijst van de IUCN. Er gelden beperkingen voor de handel in deze uil, want de soort staat in de Bijlage II van het CITES-verdrag.